# Macaranga lowii
Macaranga lowii är en törelväxtart som beskrevs av George King och Joseph Dalton Hooker. Macaranga lowii ingår i släktet Macaranga och familjen törelväxter. Inga underarter finns listade i Catalogue of Life.